# 泽尔博
泽尔博（義大利語：Zerbo），是意大利帕维亚省的一个市镇。总面积6平方公里，人口454人，人口密度75.7人/平方公里（2009年）。国家统计（ISTAT）代码为018188。